# フィアット・リトモ
リトモ（RITMO）は、フィアットが製造・販売していた小型乗用車（コンパクトカー）である。
車名の「リトモ」は、イタリア語でリズムを意味する。イギリスおよびアメリカ合衆国ではフィアット・ストラーダ(STRADA)と名乗っていた。

## 概要
1978年、128の後継としてトリノ・モーターショーにてデビュー。フォルクスワーゲン・ゴルフを競合モデルとして見据え、ボディタイプは3ドアと5ドアのハッチバック。スタイリングは丸形2灯のヘッドランプ、フロントグリルやテールランプ部を一体化した樹脂製バンパーなどを特徴とする。アメリカ輸出仕様では独立した大型のいわゆる5マイルバンパーが付く。当初日本に輸入されたのも、この対米仕様であった。
メカニズムについては128から受け継いでおり、いわゆるジアコーサ式レイアウトの横置きエンジン前輪駆動や前マクファーソン・ストラット／コイル、後ストラット＋ロワーウィッシュボーン／横置きリーフのサスペンションなどは128のそれと同型である。
デビュー時のエンジンは128の1.1 / 1.3 Lを改良および拡大した、直列4気筒SOHCの1.1 L (60 PS) / 1.3 L (65 PS) / 1.5 L (75PS) の3種で、グレード名はエンジン出力をそのまま60 / 65 / 75と数字で表した。トランスミッションは4MTが60と65に標準、5MTが75に標準（60と65ではオプション）、3ATが75にオプション設定された。1980年、1.7 L・55 PSのディーゼルエンジンを追加。
1981年、「リトモ・スーパー」を追加。1.3 Lが75 PS、1.5 Lが85 PSと、それぞれ10PSずつアップしたエンジンを積んだ。このほか、131のDOHC 1.6 L・105PSエンジンを積む「リトモ105TC」も追加。
1982年、マイナーチェンジ。独特のグリルとバンパーが一体型のフロントマスクから、バンパーが分離してフロントグリルを設け、ヘッドランプは丸形4灯式になった。リアもバンパーとテールランプが分離された。
1983年、リトモをベースとした3ボックスセダンのレガータがデビュー。
1985年、マイナーチェンジ。5ドアのドアハンドルがレガータと同じ角形になり、リアのナンバープレートがバンパー側に移るなどデザインを変更。1986年には1929 cc・80PSのターボディーゼル仕様が追加された。
1988年に生産を終了した。後継車種は同年発表のティーポである。

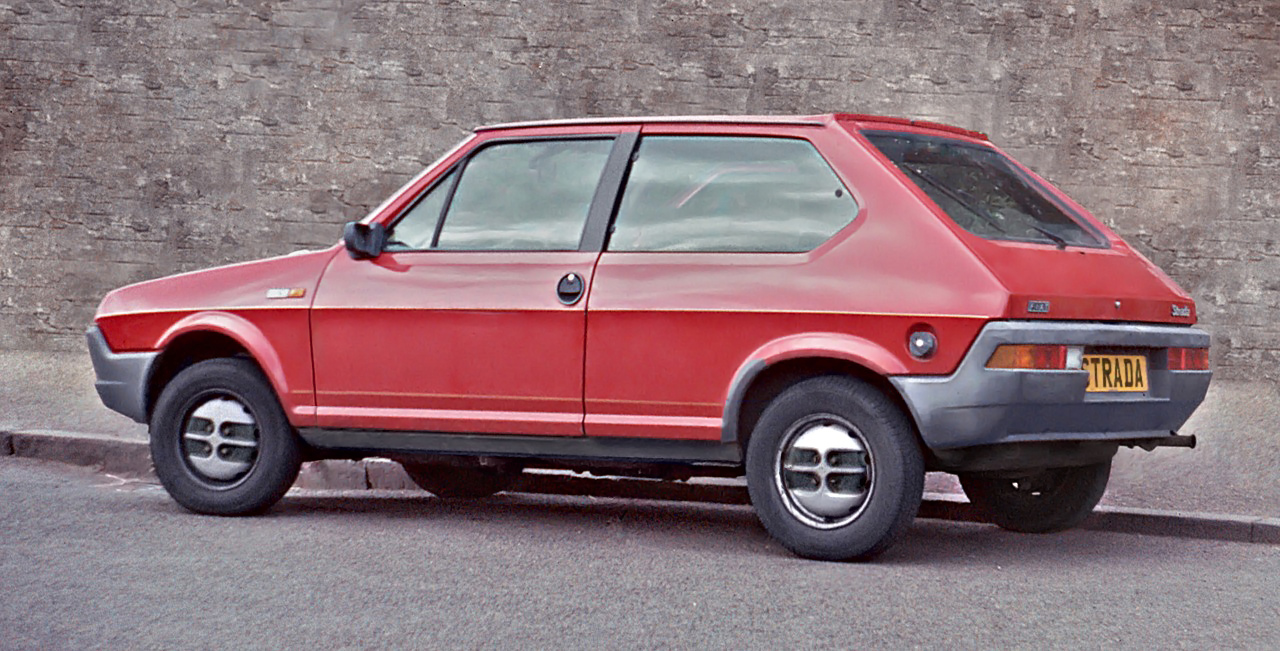
初期型
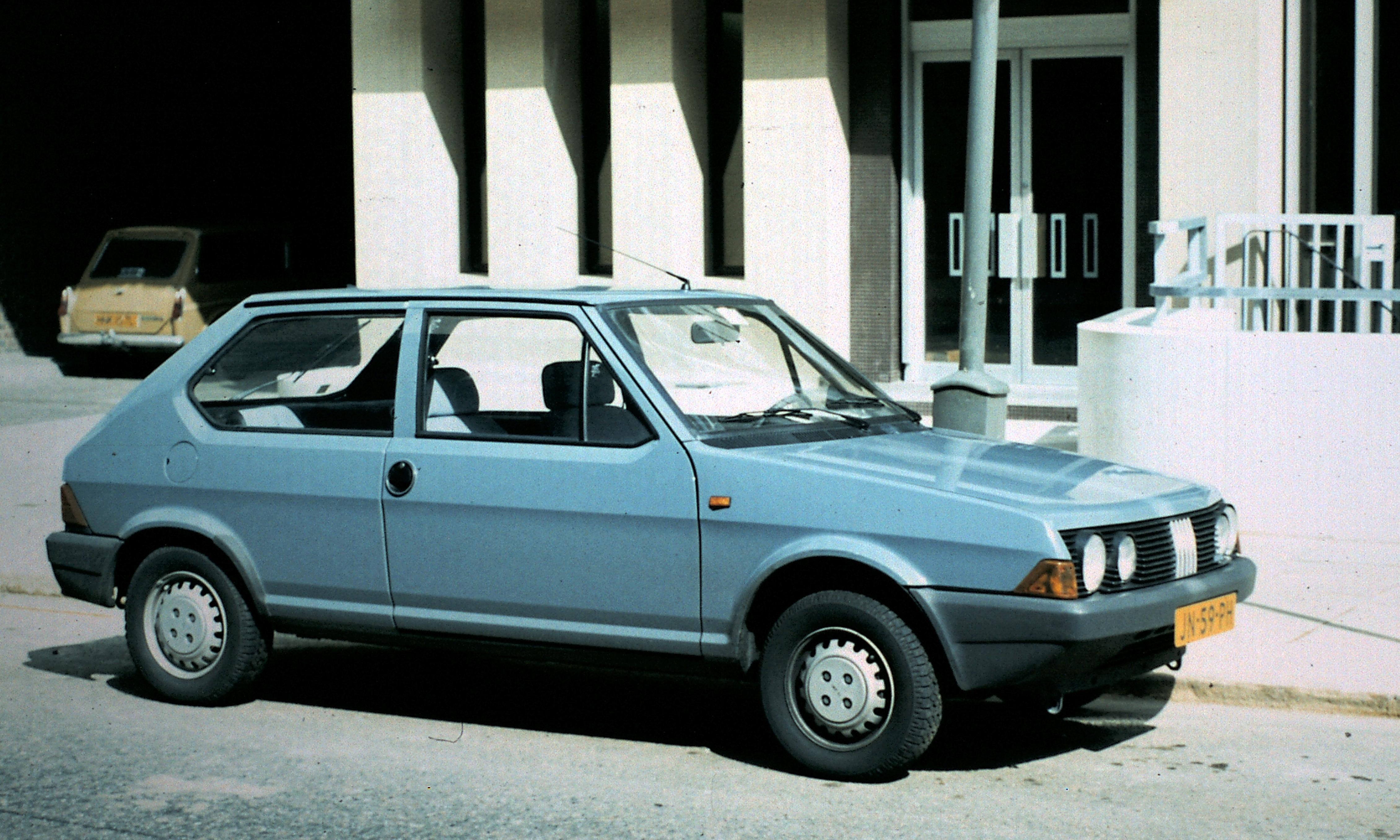
1982年からの型
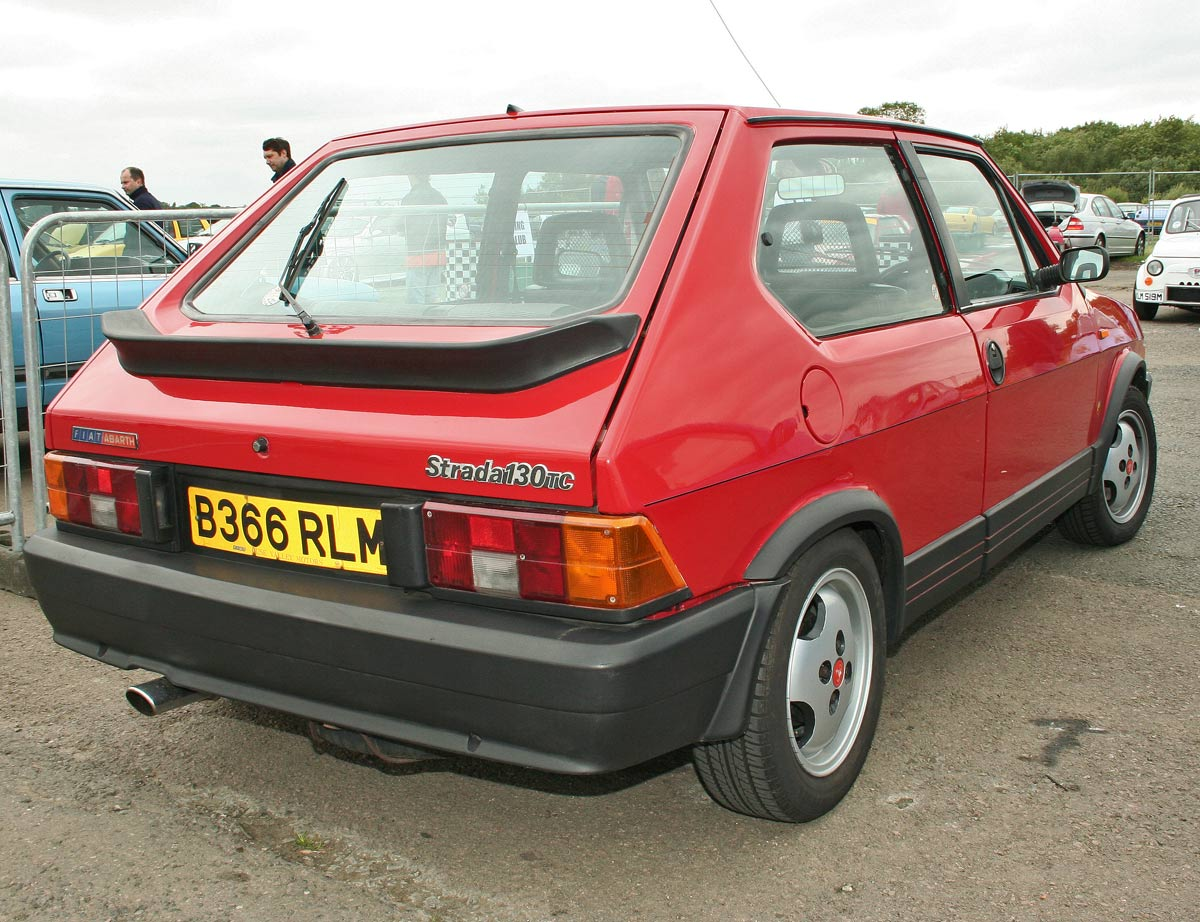
1982年からの型 リア
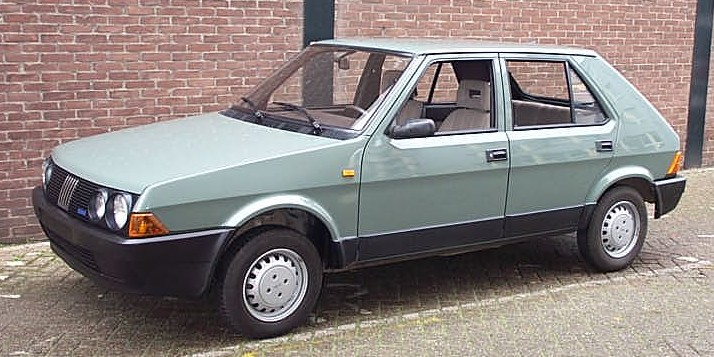
1987年型
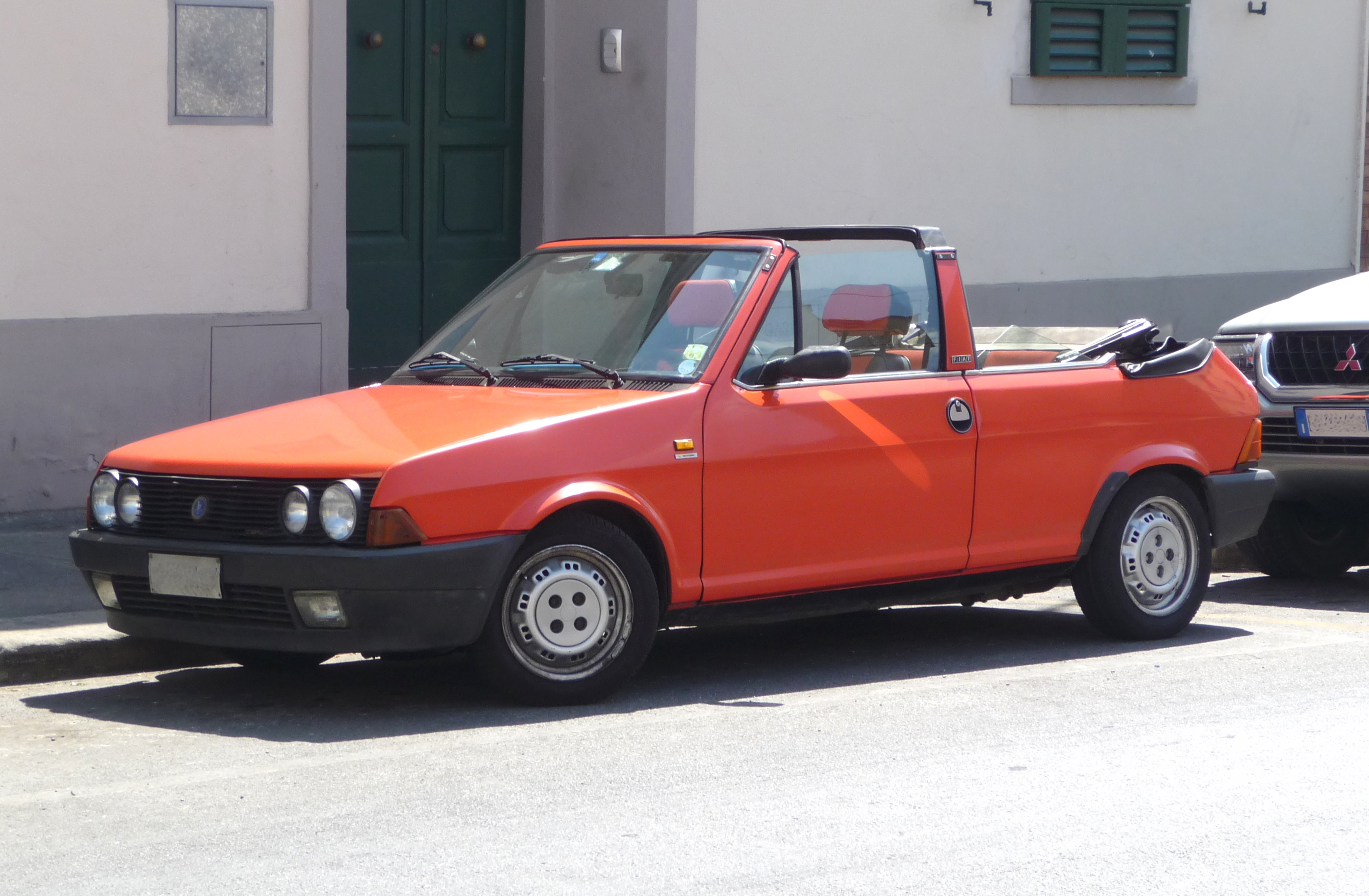
ベルトーネ・リトモカブリオ

## リトモ・アバルトシリーズ
リトモにはフィアットのチューニング部門であったアバルトによって、131などに搭載されるDOHCエンジン（通称：ランプレディユニット）にチューニングが施された2.0 Lエンジンを搭載するモデルが存在した。
1981年、「リトモ105TC」をベースにDOHC 1995 cc・125PSエンジンを搭載したパワーアップ版の「リトモ・アバルト125TC」がラインナップに加わり、1983年にはウェーバーまたはソレックス、デロルトのφ40キャブレターを2基搭載した「リトモ・アバルト130TC」が登場した。
「TC」は、それまでのシングルカム（SOHC）エンジンからツインカム（DOHC）エンジンとなったため、ツインカムの略称との説があるが、正式には「ツーリング・コンペティション」の略である。なお、数字は搭載エンジンの出力を表している。
「リトモ・アバルト130TC」は1984年から日本に正規輸入された。当時としては凶暴なまでの出力特性と軽快なフットワークを持ち、車両本体価格も297万円と輸入車としては比較的手頃な価格であったことから日本でも人気を博し、アウトビアンキ・A112やフィアット・パンダとともに、日本でのフィアット車の販売増に大きく貢献した。

## ベルトーネ・リトモカブリオ
リトモ自体もベルトーネのデザインであるが、カブリオレタイプが1981年9月からベルトーネのブランドで販売された。

## セアト・リトモ

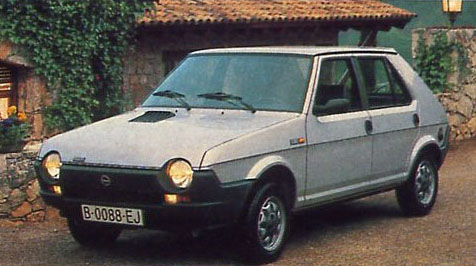
1983年セアト・リトモ

リトモは、フィアットとの提携下にあったスペインのセアトにおいて、本国より1年遅れて1979年6月から生産された。5ドアのみの設定で、一部独自のエンジンを積んだ。1980年のフィアット撤収後、1983年に外観を改め、「セアト・ロンダ」と改名。1986年まで生産された。また、同車はイビサとマラガのベースとなっている。

## モータースポーツ
世界ラリー選手権（WRC）ではGr.4でのX1/9（128アバルトスパイダー）、Gr.1、2でのアウトビアンキ・A112アバルトの後継として、1979年からリトモをグループ2における131のサポートとして走らせ、翌1980年ラリー・モンテカルロにおいてアッティリオ・ベッテガが6位に入賞した。その他、フィアット・グループとしてランチア・037ラリーを投入するまでは、ヨーロッパラリー選手権（ERC）などでプライベーターの手により幅広く活躍した。
その発展系である130TCは1984年頃からグループAないしグループNに投入されるが、1986年にジョリークラブのウーノターボが登場すると、フィアットワークスとしてのラリー活動を縮小していく。また、1979年にアリタリアカラーで「リトモ 2000 アバルト」としてジロ・デ・イタリアに出場し、2位の成績を収めている。